# Carta di riso

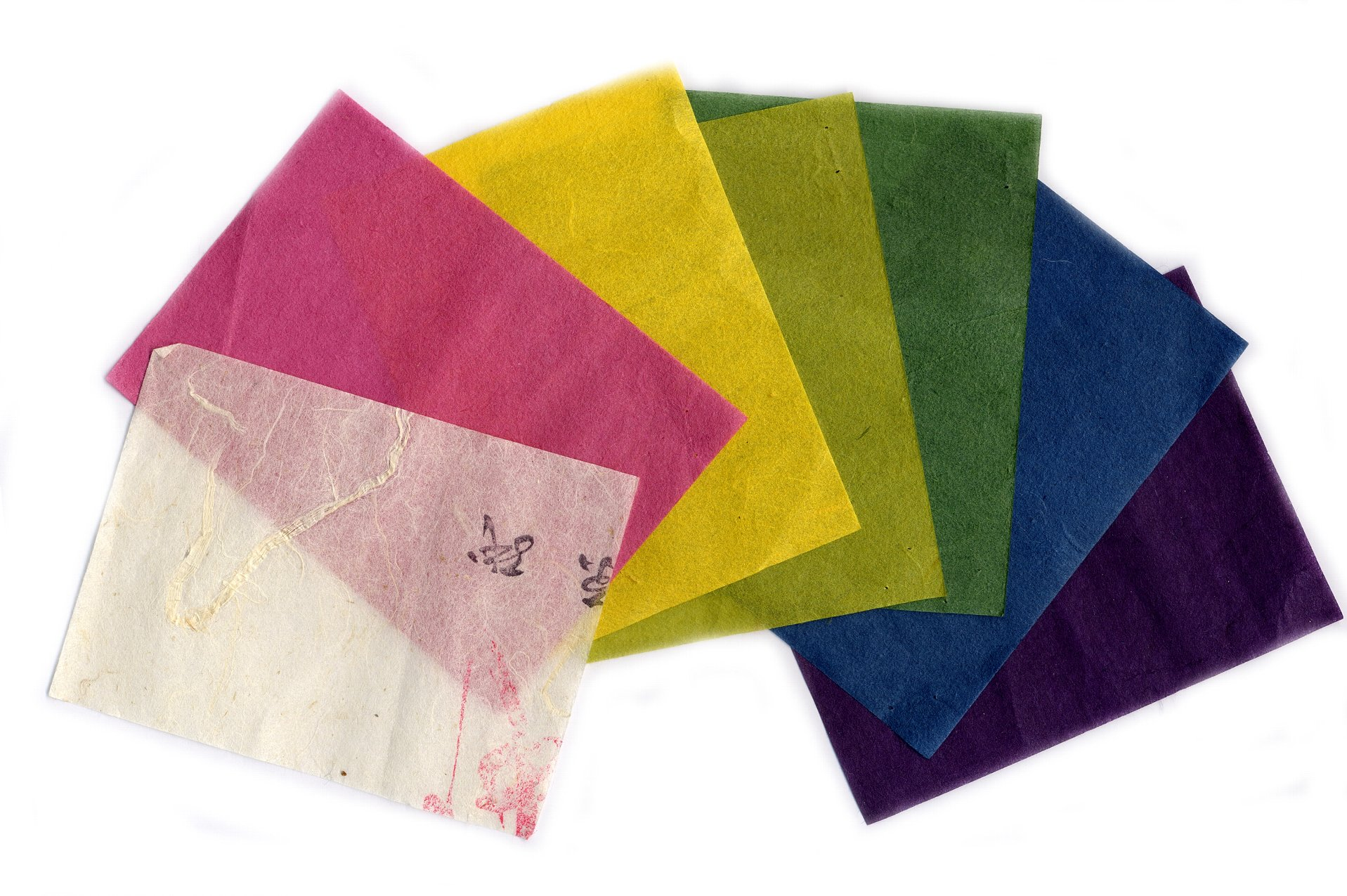
Carta washi

Per carta di riso si intende una serie di materiali leggeri e che hanno diverse finalità pratiche, artistiche o alimentari. Queste tipologie di carta si ricavano da piante come il  Tetrapanax papyrifer, la canapa, il bambù e il gelso da carta e pertanto non contengono necessariamente il riso tra i loro componenti.

## Tipologie

### Carta diTetrapanax papyrifer
In alcuni paesi dell'Asia, tra cui la Cina e Taiwan, viene prodotta una tipologia di carta dalla consistenza spugnosa e di colore bianco, che non è ricavata dal riso, bensì dal midollo della pianta Tetrapanax papyrifer, della famiglia delle Araliaceae. L'arbusto è citato da Georg Eberhard Rumphius nel suo Herbarium Amboiense del 1690. Quindici anni dopo, il gesuita François Xavier d'Entrecolles asserì che da tale pianta si ricava un tipo di carta. La carta cinese, tradizionalmente usata per fare guazzi e altre decorazioni, iniziò a essere importata in Occidente intorno al 1805.

### Carta di gelso
La carta Xuan è detta "carta di riso", ma impropriamente, in quanto ricavata dal gelso da carta (Broussonetia papyrifera); risale al VI a.C. ed è tutt'oggi prodotta nel distretto di Jing, nella provincia dell'Anhui. Fra le tipologie tradizionali di carta più famose in Cina, è bianca e cotonosa, e trova impieghi in ambito artistico, editoriale e viene usata come carta da parati. Dal gelso da carta si ricava anche il washi giapponese, famoso in tutto il mondo e spesso definito a sua volta "carta di riso".

### Bánh tráng
In Vietnam è diffuso il bánh tráng, anche conosciuto come "carta di riso": un alimento a base di farina di riso o amido di tapioca. Può contenere ingredienti aggiuntivi.

### Carte varie ricavate da paste vegetali
Esistono altri tipi di carta di riso, che si ottengono dalla paglia di riso, o da piante come la canapa e il bambù.